# Diuturnum Illud
Diuturnum Illud, a sétima encíclica do Papa Leão XIII, escrita em 29 de junho de 1881.

## Visão geral introdutória
O Papa aborda estas questões:
- dano das ideologias modernas
- autoridade vem somente de Deus
- condenação de ideologias igualitárias
- necessidade de submissão ao exercício da autoridade na fé.

Em particular, o Pontífice argumenta que a Igreja não prefere um regime político, desde que respeite o direito de Deus. Através da modalidade de eleição democrática não se dá poder (que vem somente de Deus), mas só quem deve administrá-lo, quem deve mantê-lo é estabelecido.

## Resumo do conteúdo
Inspirada na patrística e nas epístolas paulinas, a encíclica deriva o "poder dos governantes civis" e a autoridade episcopal da mesma fonte, identificada com Deus criador. A obrigação de obediência às leis humanas é legitimada e reforçada por um dever moral para com Deus, que exige esse respeito. Ao negar uma visão contratualista do Estado, podemos vislumbrar a concepção de uma primazia do bem comum e do poder público que o persegue, afirmando: “o poder dos governantes civis, sendo quase uma comunicação do poder divino, adquire continuamente, por isso mesmo razão, uma dignidade maior que a humana ”. Tudo isso é verdade, desde que aquele que exerce o poder (o príncipe) adapte palavras e obras à ordem divina e natural da criação, e as leis resultantes não violem "a lei da natureza e a vontade de Deus".
A encíclica reafirma o princípio da liberdade de consciência, ou melhor, da nulidade de um poder político injusto, que afirma:
“Se a vontade dos príncipes repele a vontade e as leis de Deus, eles próprios excedem a medida do seu poder e pervertem a justiça: nem neste caso a sua autoridade, que é nula quando há justiça, pode ser válida.
Se a lei humana não está mais em conformidade com a lei natural e divina , "é igualmente injusto ordenar isto como é executá-lo". Bem, não seria uma questão de livre escolha, mas de uma obrigação de desobediência pacífica, resumida no evangélico Dar a César o que pertence a César. A encíclica oferece um exemplo na esfera civil e outro na esfera militar:
1. os mártires cristãos, obedientes à autoridade imperial, mesmo para além do que era estritamente exigido pelo imperium;
2. o "soldado cristão": que costumava "unir uma força suprema com um amor supremo à disciplina militar", e ainda, em vez de "violar os direitos de Deus, ou virar a espada contra os discípulos inocentes de Cristo, então ele recusou para cumprir a ordem e preferiu abandonar a milícia e morrer pela religião, ao invés de resistir ao poder público com sedições e motins ”.

Embora o exemplo histórico da não violência do soldado cristão seja provavelmente menos rico em evidências, afirma-se que o primeiro fundamento da autoridade humana é divino, assim como o fim a ser perseguido. Ao colocar o consenso popular eletivo em segundo plano, ele facilmente se estende da esfera civil à militar, que é alheia ao princípio da maioria.

## Nota
1. ↑  «Diuturnum illud | USCCB». www.usccb.org. Consultado em 13 de setembro de 2020